# Wilhelm Nerenz
Wilhelm Nerenz (* 10. August 1804 in Berlin; † 23. Oktober 1871 ebenda) war ein deutscher Genre- und Historienmaler sowie Vertreter der Düsseldorfer Malerschule.

## Leben
Die ersten Studienjahre verbrachte Nerenz unter Anleitung Wilhelm von Schadows in Berlin. Anschließend war er mit Restaurierungsarbeiten in der königlichen Gemäldegalerie in Berlin beschäftigt. Er folgte Schadow nach Düsseldorf, wo er von 1833 bis 1836 dessen 1. Malklasse an der Akademie besuchte und sich mit Adolph Schroedter und dem jungen Alfred Rethel anfreundete. Nach seiner Rückkehr nach Berlin erarbeitete er genreartige Legenden- und Balladenmotive in einer romantisierenden Auffassung, zumeist in kleinen und mittelgroßen Bildern. Er unternahm Reisen nach Dresden und im Jahre 1847 nach Rom.
Maltechnisch und kompositorisch auf dem hohen Niveau, das fast alle frühen Schadow-Schüler auszeichnet, fielen seine Arbeiten durch besondere Sorgfalt im Detail und eine außergewöhnliche Beherrschung in der Darstellung der Stofflichkeit auf. Der Düsseldorfer Akademie-Professor Rudolf Wiegmann sah jedoch „in seinen mit mühsamstem Fleiße ausgeführten Bildern“ eine „süßliche Taschenbuchs-Romantik, welche ohne Zweifel nicht wenig dazu beigetragen hat, die Romantik überhaupt in Mißkredit zu bringen“.
Sein Sohn war der Generalkonsul Carl Nerenz. Die Tochter Clara (* 1843) hatte 1880 den preußischen Finanzminister Carl Hermann Bitter geheiratet.

## Werke (Auswahl)

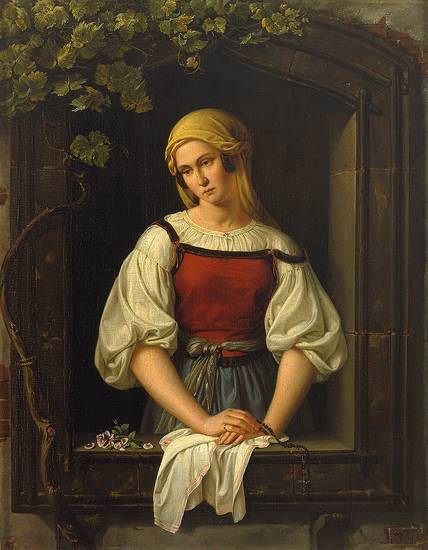
Das Mädchen mit der entblätterten Rose (Liebeskummer)

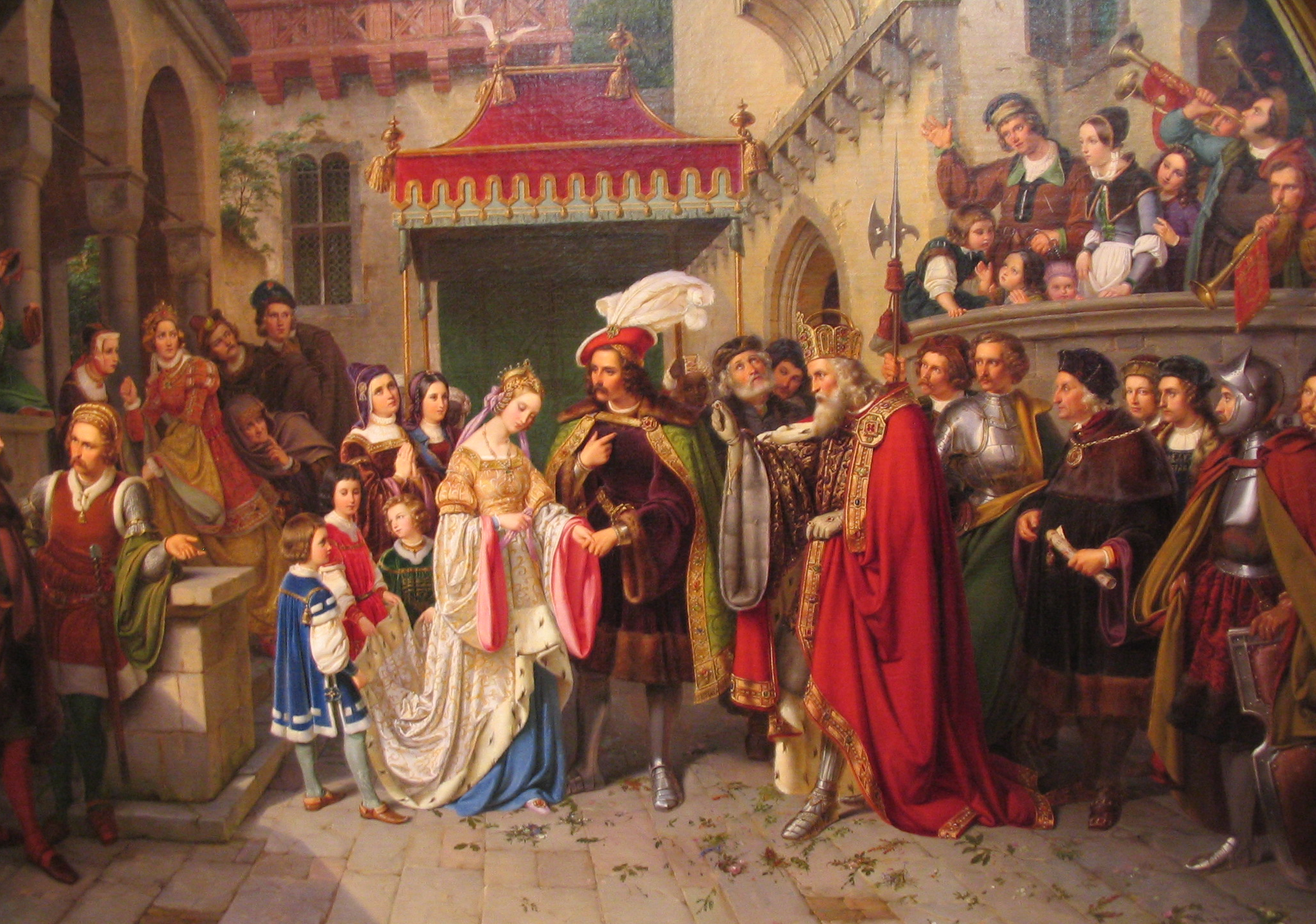
Das Käthchen von Heilbronn, Trauungsszene, 1836 – In diesem Bild porträtierte Nerenz seinen Meister Wilhelm Schadow und einige Kommilitonen.

- Des Goldschmieds Töchterlein, Zyklus in 4 Bildern nach Uhland, 1834
- Das Käthchen von Heilbronn, Zyklus in 5 Bildern nach Kleist, 1836 (Düsseldorf, Museum Kunstpalast)
- Heimkehr (Berlin, Nationalgalerie)
- Burgfräulein mit Laute, 1832 (Marburg, Universitätsmuseum)
- Die kleine Gärtnerin, 1834, Öl/Holz, 39 × 24,5 cm
- Das Mädchen mit der Rose, Akademische Kunstausstellung Berlin 1834
- Die Hochzeit, 1836, Öl/Lwd., 82,5 × 92,5 cm
- Die Begegnung in der Waffenschmiede, 1836, Öl/Lwd., 45 x47,5 cm
- Junger Ritter beim Waffenschmied, 1840 (Berlin, Nationalgalerie)
- Transport gefangener Banditen, 1854

Viele seiner Werke wurden als Holzstiche und Lithografien für die illustrierten Zeitschriften der Zeit reproduziert und machten sein Werk bekannt.
Illustrationen
Digitalisierte Ausgaben der Universitäts- und Landesbibliothek Düsseldorf
- In: Robert Reinick: Lieder eines Malers mit Randzeichnungen seiner Freunde. – zwischen 1836 und 1852.
  - Lieder eines Malers mit Randzeichnungen seiner Freunde. Schulgen-Bettendorff, Düsseldorf 1836, Probedruck, urn:nbn:de:hbz:061:2-2196.
  - Lieder eines Malers mit Randzeichnungen seiner Freunde. Schulgen-Bettendorff, Düsseldorf 1838, farbige Mappen-Ausgabe, urn:nbn:de:hbz:061:2-18668.
  - Lieder eines Malers mit Randzeichnungen seiner Freunde. Schulgen-Bettendorff, Düsseldorf 1838, urn:nbn:de:hbz:061:2-18244.
  - Lieder eines Malers mit Randzeichnungen seiner Freunde. Buddeus, Düsseldorf zw. 1839 und 1846, urn:nbn:de:hbz:061:2-84.
  - Lieder eines Malers mit Randzeichnungen seiner Freunde. Vogel, Leipzig ca. 1852, urn:nbn:de:hbz:061:2-18254.